# Alessandro Di Robilant
Alessandro di Robilant (Pully, 23 ottobre 1953) è un regista e sceneggiatore italiano.

## Biografia
Nato in Svizzera, ma discendente da una famiglia di antica nobiltà piemontese, Di Robilant cresce a Milano e inizia a lavorare nella pubblicità producendo spot e cortometraggi. Sviluppa così un interesse per il cinema, che lo porta a lavorare come assistente di registi come Mario Monicelli, Alberto Lattuada e Luigi Comencini.
Laureato in regia presso la London Film School, esordisce dietro la macchina da presa nel 1986 con il film Anche lei fumava il sigaro, che narra una sgangherata storia d'amore tra un musicista rock e una prostituta, che suscita l'attenzione della critica ma passa pressoché inosservato nelle sale. Il suo secondo film, intitolato Il nodo alla cravatta e uscito nel 1991, di cui firma anche la sceneggiatura, racconta la storia di un adolescente irrequieto e delle sue peripezie. Anche questo film, pur se più maturo del precedente, presenta ancora incertezze stilistiche.
Il successo arride al regista nel 1994 con l'uscita del film Il giudice ragazzino, incentrato sulla biografia del magistrato Rosario Livatino, ucciso dalla mafia. Il film riscuote i complimenti della critica e il favore del pubblico e al festival del Cinema di Berlino viene insignito del premio "Angelo azzurro", mentre Giulio Scarpati riceve il David di Donatello per la sua interpretazione nel ruolo del protagonista.
Alessandro di Robilant trova quindi nel cinema di denuncia sociale le sue migliori corde interpretative e nel 1998, dopo aver firmato il documentario Un paese di sportivi, dirige per la Rai Vite blindate, primo lungometraggio della serie televisiva intitolata "Salviamo i bambini", che racconta il drastico cambiamento che accade nella vita quotidiana della famiglia di un mafioso quando costui decide di collaborare con la giustizia. Sempre per la Rai l'anno seguente dirige La voce del sangue, una miniserie in due puntate.
Sempre nel 1999 esce nelle sale I fetentoni, un film che riprende il tema della criminalità e della corruzione nel meridione, ma stavolta trattato dal regista in chiave di commedia grottesca. Il film non riscuote successo.
Dopo questo film Alessandro di Robilant volta pagina e nel 2003 dirige Per sempre, storia della perdizione di un professionista di successo che si innamora di una donna al punto da perdere la propria famiglia, il proprio lavoro e anche la propria vita. Nonostante la firma di Maurizio Costanzo sulla sceneggiatura e le dedicate interpretazioni di Giancarlo Giannini e Francesca Neri, l'opinione della critica rimane divisa su questo film e così quella del pubblico.
Nel 2006 Alessandro di Robilant firma la regia del film per la TV L'uomo della carità. Opera biografica liberamente ispirata alla vita di Monsignor Luigi Di Liegro, fondatore e direttore della organizzazione Caritas, il film racconta la vita di un battagliero sacerdote sempre in prima linea per difendere la causa dei derelitti e dei diseredati.
Nel 2009 di Robilant ritorna al cinema firmando Mar Piccolo, incentrato sul personaggio di un adolescente che vive a Taranto, e sulla sua difficile vita. Presentato al Roma Film Festival 2009, è uscito nelle sale il 15 novembre 2009.
Nel 2015, il regista piemontese dirige Carlo Ferreri ed Evelyn Famà nella commedia Mauro c'ha da fare, presentata in concorso al New York Independent Film Festival e al Festival del cinema di Tirana.

## Filmografia

### Regista e sceneggiatore
- Anche lei fumava il sigaro (1986)
- Il nodo alla cravatta (1991)
- Il giudice ragazzino (1994)
- I fetentoni (1999)
- Mauro c'ha da fare (2015)

### Regista

#### Lungometraggi
- Un paese di sportivi (1998)
- Vite blindate - Film TV (1998)
- La voce del sangue - Film TV (1999)
- Per sempre (2003)
- L'uomo della carità - Film TV (2007)
- Marpiccolo (2009)

#### Videoclip
- Il mio amico Charlie, di Enzo Avitabile (1984)
- Mi sveglierò, di Enzo Avitabile (1984)
- Sotto le conchiglie, di Gruppo Italiano (1984)

### Sceneggiatore
- Caccia al ladro d'autore (1 episodio), regia di Sergio Martino (1986)

## Curiosità
- Nel documentario Le case bianche (2011), di Mauro Ascione e Emanuele Tammaro è uno dei protagonisti che raccontano la bella esperienza che ha visto coinvolti gli abitanti del quartiere Paolo VI a Taranto che tanto ha influito anche sulla scrittura della sceneggiatura del film Marpiccolo.
- Compare nel film Boris - Il film (2011), di Giacomo Ciarrapico, Mattia Torre e Luca Vendruscolo nella parte dello sceneggiatore mondano contattato, insieme ad altri candidati sceneggiatori, per la realizzazione della sceneggiatura di un possible film sul libro-inchiesta La casta scritto da Gian Antonio Stella e Sergio Rizzo.